# Terssac

Terssac este o comună în departamentul Tarn din sudul Franței. În 2009 avea o populație de 1.013 de locuitori.

## Evoluția populației
| An        | 1975 | 1982 | 1990 | 1999 | 2006  | 2009  |
| --------- | ---- | ---- | ---- | ---- | ----- | ----- |
| Populație | 515  | 820  | 822  | 911  | 1.013 | 1.013 |